# Любомирка (Бердичівський район)
Любоми́рка (колишня назва — Шлемарка) — село в Україні, у Бердичівському районі Житомирської області. Населення становить 10 осіб.

## Історія
У 1926 році на хуторі Шлемарка було 25 господарств, у яких проживало 124 особи. З них 116 українців та 8 поляків.
У 1941 році біля Любомирки (Шлемарки) відбулось масове знищення єврейського населення Бердичева.

## Населення
Згідно з переписом УРСР 1989 року чисельність наявного населення села становила 19 осіб, з яких 6 чоловіків та 13 жінок.
За переписом населення України 2001 року в селі мешкало 10 осіб. 100 % населення вказало своєю рідною мовою українську мову.